# Catalogue HR
 (juin 2019).
Si vous disposez d'ouvrages ou d'articles de référence ou si vous connaissez des sites web de qualité traitant du thème abordé ici, merci de compléter l'article en donnant les références utiles à sa vérifiabilité et en les liant à la section « Notes et références ».
Le catalogue HR (pour Harvard Observatory, revised photometry) est un catalogue d'étoiles brillantes compilé par l'astronome américain Edward Charles Pickering et publié pour la première fois en 1908. Le catalogue est limité en magnitude et se limite aux étoiles de magnitude photographique inférieure ou égale à 6,5, ce qui correspond grosso modo aux étoiles visibles à l'œil nu. Le catalogue comporte 9 110 entrées, de la forme HR NNNN, où NNNN représente un nombre entier non nul inférieur ou égal à 9110. La nomenclature HRP NNNN a parfois été utilisée dans la littérature, mais est aujourd'hui dépréciée. De nos jours, le nom de catalogue HR d'une étoile est encore utilisé pour nommer celle-ci si elle fait partie du catalogue. Sur ces 9 110 références, 9 096 objets sont des étoiles de la Voie lactée. Les 14 objets restants se sont avérés être des novae ou des objets extragalactiques. Ils ont été préservés dans les éditions ultérieures du catalogue pour ne pas avoir à en changer la numération.
Les étoiles du catalogue HR sont classées par ordre croissant d'ascension droite pour l'année 1900. Les premières étoiles du catalogue font donc partie des constellations de Cassiopée, Andromède, les Poissons et ainsi de suite. Le catalogue donne également les désignations de ses étoiles dans celles des autres catalogues contemporains, comme le Bonner Durchmusterung et plus anciens, et comprend les désignations de Bayer et de Flamsteed, ainsi que la magnitude photographique de chaque étoile et leur type spectral.
Le catalogue HR est un précurseur du Bright Star Catalogue (littéralement le « catalogue des étoiles brillantes ») de l'Université Yale. Ce dernier a été publié en 1930 et a été réédité plusieurs fois depuis, l'édition la plus récente en 2005 datent de 1992 . Il reprend les mêmes étoiles que celles du catalogue HR, dont il garde la même référence. Les étoiles du Bright Star Catalog sont parfois nommée de la forme BS NNNN ou BSC NNNN, NNNN étant le même nombre que celui de l'entrée HR correspondante. L'appellation BS est tolérée, bien qu'on lui préfère l'appellation HR. L'appellation BSC n'est plus acceptée, mais se trouve encore parfois dans la littérature plus ancienne.
Le Bright Star Catalog existe désormais sous format électronique. Il comprend une table de correspondance avec les autres catalogues fréquemment utilisés (SAO, Bonner, Henry Draper, etc.) et contient des données bien plus complètes que son prédécesseur. Il comprend ainsi des données de parallaxe et de mouvement propre des étoiles, leurs coordonnées B1900.0 et J2000.0, les caractéristiques éventuelles de variabilité, des données plus précises sur le type spectral ainsi que la classification de Morgan-Keenan, des données photométriques dans les bandes UBVRI et les indices de couleur, ainsi que des informations sur les étoiles faisant partie de systèmes binaires ou multiples (nombre de composantes, séparation et magnitude de chaque membre). De nombreuses autres informations comme l'appartenance à tel ou tel amas d'étoiles sont présentes.